# Nico Schneck
Nico Schneck (* 6. Oktober 1987 in Pfullendorf) ist ein deutscher Fußballspieler und -trainer.

## Werdegang
Der Mittelfeldspieler Nico Schneck begann seine aktive Karriere beim SC Tuttlingen. Im Januar 2008 wechselte er zurück zu seinem Jugendverein SC Pfullendorf zurück. Dort spielte er ein Jahr in der zweiten Mannschaft und gehörte ab Januar 2009 zum Kader der ersten Mannschaft. Hier entwickelte er sich zum Stammspieler in der Regionalliga Süd. In dieser Zeit lief Schneck 43-mal für die erste Mannschaft auf und erzielte vier Tore. Zur Saison 2011/12 wechselte er zu Arminia Bielefeld, wo er als Perspektivspieler vorerst für die in der NRW-Liga spielende zweite Mannschaft vorgesehen war. Sein Debüt in der ersten Mannschaft gab er am 2. August 2011 beim Auswärtsspiel der 3. Liga beim VfL Osnabrück.
Im Sommer 2012 wechselte er zum SV Rödinghausen, mit dem er aus der Westfalenliga in die Oberliga Westfalen aufstieg. In der Oberligasaison 2013/14 folgte der Aufstieg in die Regionalliga West; Schneck war daran mit neun Toren in 31 Spielen beteiligt. Nach Auslaufen seines Vertrags zum Saisonende wechselte er im Sommer 2015 zur zweiten Mannschaft von Arminia Bielefeld. Zeitgleich mit dem Ende seiner Tätigkeit bei der Arminia beendete er sein Studium der Sportwissenschaft an der Universität Bielefeld.
Im Juni 2016 wechselte Schneck als Co-Trainer im Team von Heiko Herrlich zum SSV Jahn Regensburg. Der Mannschaft – die zuvor aus der Regionalliga Bayern aufgestiegen war – gelang der Durchmarsch in die 2. Bundesliga über die Relegation gegen den TSV 1860 München. Während der Saison 2016/17 spielte Schneck auch zehnmal für die zweite Mannschaft des Vereins in der Bayernliga. Nach dem Aufstieg verließ er gemeinsam mit Herrlich den Verein und beendete damit auch seine Karriere als aktiver Fußballspieler.
Von Juli 2017 bis Dezember 2018 arbeitete er ein weiteres Mal unter Herrlich als Co-Trainer, diesmal beim Bundesligisten Bayer 04 Leverkusen.
Im März 2022 übernahm Nico Schneck die Frauenmannschaft des MSV Duisburg, mit der er in die Bundesliga aufstieg. Wegen sportlichen Misserfolgs wurden Schneck und sein Vater Walter, der mit im Trainerstab agierte, im April 2023 freigestellt. Seit Juli 2023 arbeitete er für den DFB als Co-Trainer im Team von Melanie Behringer bei der weiblichen U-16-Nationalmannschaft. 2024 schloss er die A-Lizenz ab. Im Sommer 2024 übernahm Schneck das Cheftraineramt der SC-Freiburg-Frauen von Theresa Merk, die sich zu jenem Zeitpunkt in den Mutterschutz begab.